# Захист персональних даних в Інтернеті в країнах Європейського союзу
Персональні дані — це будь-яка інформація, що відноситься до прямо або побічно визначеної  або тієї, що визначається, фізичної особи (суб'єкту персональних даних).[джерело?]
Відповідно до законодавства Європейського Союзу, до «персональних даних» відноситься будь-яка інформація, яка ідентифікує або з допомогою якої можна ідентифікувати індивіда. Це можна зробити прямо або опосередковано через ряд факторів, притаманних його фізичній, психологічній, психічній, економічній, культурній та соціальній індивідуальності. Таким чином, це будь-яка інформація, яка стосується індивіда: його ім'я, номер телефону, расова приналежність, номер соціальної картки тощо

## Історія
З початком стрімкого розвитку інформаційних технологій, поширенням онлайн сервісів в інтернеті, розвитком міжнародних практик ведення бізнесу і, зростаючою популярністю соціальних мереж, сучасне суспільство перетинається з проблемою правового регулювання інтернет-простору.
Ще на початку 20 століття, за часів Першої та Другої світових воєн, ситуація з дотриманням прав особистості і приватного життя, зі зрозумілих причин, серйозно погіршилася, і тому 10 грудня 1948 Генеральна асамблея ООН приймає Загальну Декларацію прав людини, в 12 статті якої був закріплений такий принцип:
….ніхто не може зазнавати безпідставного втручання в особисте й сімейне життя людини, безпідставного посягання на недоторканність його житла, таємницю його кореспонденції або на його честь і репутацію..
Логічний розвиток цей принцип отримав в прийнятій Радою Європи 4 листопада 1950 року в Римі Конвенції про захист прав людини і основних свобод:
кожен має право на повагу до свого приватного й сімейного життя, до свого житла й кореспонденції.
Ведучи розмову про подальше становлення правової бази в сфері захисту персональних даних в європейських державах і в Євросоюзі, а також про хронологію розробки відповідних нормативних документів, аналітики схильні виділяти кілька поколінь в залежності від ступеня їх зрілості.
Початок був покладений в другій половині 1960-х років — саме в цей період, на думку дослідників проблем глобалізації, розвиток світової спільноти досягнув такого рівня, що події, описані Дж. Оруеллом в 1949 році в романі-антиутопії «1984», дуже багатьом почали здаватися досить реальними. Для того, щоб управляти глобальним розвитком соціальних держав «загального благоденства», бюрократія потребувала величезної кількості інформації і нових технологій для її обробки. Саме в цей період інформаційні монстри — держави й міжнародні корпорації — почали використовувати у своїй діяльності ЕОМ.
Поряд з США, Європейський Союз має найбільш розвинену систему правових гарантій в цій сфері. Європейська Хартія прав людини визнає право на захист персональних даних в якості одного з фундаментальних прав людини. В ній, зокрема, зафіксовано: «кожен має право на захист особистих даних, що стосуються його або її».

## Нормативна база
Основним документом, що регулює право громадян країн ЄС на захист персональних даних, є директива 95/46/ЄС «ПРО захист фізичних осіб стосовно обробки персональних даних і вільному русі таких даних». Стаття 7 (а) даного документа відображає головний принцип, яким керується ЄС у проведенні політики захисту особистої інформації.
З одного боку, в документі декларується прагнення до вільного переміщення інформації між країнами-членами ЄС, з іншого — надаються гарантії захисту основних прав громадян, в число яких входить право на недоторканність особистих даних і їх захист від третіх осіб.
В першу чергу було дано визначення поняття «персональних даних». Відповідно до статті 2 (а) до «персональних даних» відноситься будь-яка інформація, яка ідентифікує або з допомогою якої можна ідентифікувати індивіда. Це можна зробити прямо або опосередковано через ряд факторів, притаманних його фізичній, психологічній, психічній, економічній, культурній та соціальній індивідуальності. Таким чином, це будь-яка інформація, яка стосується індивіда: його ім'я, номер телефону, расова приналежність, номер соціальної картки тощо
Слід зазначити, що Єврокомісія, незважаючи на жорсткі вимоги з термінів реалізації директиви, встигла створити потужний інститут консультацій та підтримки, а також реалізувати механізми контролю із дотримання встановлених  принципів у сфері захисту персональних даних громадян. Першим практичним втіленням цих механізмів стала створена в 1996 р. Робоча група 29-ї статті, яка спрямована на гармонізацію європейського права у сфері захисту персональних даних.
Важливим кроком у розвитку гарантій захисту стало також рішення, яке зобов'язало членів Європейського Союзу створювати спеціальні незалежні інститути, які повинні стежити за виконанням принципів захисту персональних даних в інтернеті у кожній з країн ЄС, а також приймати скарги від громадян про порушення їх прав. Сьогодні майже кожна держава Євросоюзу має подібний інститут, на чолі якої стоїть Комісар із захисту інформації.

## Оновлення законодавства в XXI столітті
Розвиток правових основ даної галузі в Європі не стоїть на місці. На спільному засіданні комісії Європейського парламенту, Європейського соціально-економічного комітету та Комітету регіонів січні 2012 р. обговорювалися перспективи вдосконалення законодавства в сфері захисту персональних даних у XXI ст..
На засіданні було відзначено наступне: незважаючи на те, що прийняття директиви 95/46/ЄС є ключовим етапом в історії розвитку інформаційного захисту громадян, вона була прийнята 17 років тому, коли
інтернет тільки починав свій розвиток. Сьогодні існуючі норми не відповідають завданням ефективного захисту персональних даних в інтернеті. В силу цього, ЄС приступив до створення нової правової бази у даній сфері, яка охоплювала б всі країни ЄС, а також частково треті країни.
Новий похід був представлений в документі, який розроблено в кінці січня 2012 р. В ньому особливо підкреслювалася роль технологічного прогресу і процесу глобалізації у створенні нових механізмів у справі захисту персональних даних.
Крім поширення соціальних мереж, користувачами яких сьогодні є 347 млн європейців, в якості прикладу високої незахищеності даних громадян, у доповіді також згадувалося так зване «хмарне сховище». При даній моделі зберігання інформації використовуються численні віддалені в мережі сервери, що надаються в користування клієнтам третьою стороною. Інформація зберігається і обробляється в одному віртуальному сервері. Маючи певні переваги, дана модель зберігання може містити в собі потенційну загрозу для безпеки даних, особливо коли мова йде про конфіденційну, приватну інформації. Фактично вона може бути доступна інтернет-провайдерам, і тут також потрібні праві гарантії для громадян.
У документі також зазначається, що способи збору даних стають все більш складними для моніторингу і контролю. Наприклад, процедури, що передбачають автоматичний збір даних, в число яких входить електронна купівля квитків, визначення місцезнаходження людини з допомогою телефонних пристроїв та багато іншого. До цього потрібно додати, що уряд також має зацікавленість у збиранні та зберіганні даних про своїх громадян, наприклад, для запобігання терористичних актів, для оподаткування, реалізації ініціатив, пов'язаних з електронним урядом.
На основі проведених досліджень і аналізу існуючого законодавства, влада ЄС визнала релевантність принципів, закріплених у директиві 95/46/ЄС. Однак, кілька аспектів, які були визнані в якості проблемних, вимагають особливого рішення. Серед них:
1. Оперативне законодавче реагування на появу нових загроз у сфері захисту персональних даних, пов'язаних з поширенням нових технологій.
2. Гармонізація внутрішнього законодавства на всьому просторі ЄС для спрощення діяльності міжнародних компаній.
3. Процеси глобалізації та міжнародний трансферт даних.
4. Забезпечення більш надійних інституціональних форм захисту персональних даних[8].

Важливо зазначити, що головним принципом, яким керуються європейці у сфері захисту персональних даних, є принцип максимальної відкритості. Будь-який громадянин повинен мати право на інформацію про те, ким і з якою метою його дані використовуються, зберігаються та обробляються, як довго вони зберігаються, і які у нього є права у тому випадку, якщо він захоче отримати доступ до них, видалити свої дані або змінити їх.
Нові зміни, що готується прийняти ЄС, також будуть ґрунтуватися на принципах захисту інформації й одночасно її вільного обміну і передачі. Важливо й те, що європейський законопроєкт передбачає «право на цифрове забуття» (англ. — the right to be forgotten). У разі якщо користувач більше не хоче, щоб його дані піддавалися обробці, і немає легальних підстав для її зберігання, він має право видалити свої персональні дані самостійно.
Таким чином, Європейське право у галузі захисту персональних даних, що пройшло через довгий шлях становлення, продовжує свій розвиток. Понад 70 % європейців, згідно з соціологічними опитуваннями, стурбовані станом захисту особистої інформації в інтернеті, тому розвиток законодавства в цій сфері залишається одним з найбільш актуальних питань для Європи